# محلة دياي
محلة دياي، قرية رئيسية تابعة لمركز دسوق التابع لمحافظة كفر الشيخ في جمهورية مصر العربية.

## التاريخ
قرية محلة دياي من القرى القديمة، ذكرها ابن حوقل في كتابه «صورة الأرض» باسم «دياي» في وصفه للطريق بين صا والصافية، وأنها كانت قاعدة كورة، فقال: «ومن صا إلى دياى ضيعة كبيرة فيها جامع وبرسمها كورة ذات ضياع وعامل وحاكم وبيع وأحوالها متقاربة في الزجاء عشرة سقسات».
كما وردت في كتاب قوانين الدواوين للأسعد بن مماتي باسم «دييه» المعروفة أيضًا «محلة دييه» عندما عدّ أعمال الغربية التي أحصاها الروك الصلاحي الذي أجراه السلطان الأيوبي الناصر صلاح الدين سنة 572هـ/1176م، كما وردت باسم «محلة دييه» في أعمال الغربية ضمن قرى الروك الناصري التي أحصاها ابن الجيعان في كتاب «التحفة السنية بأسماء البلاد المصرية». وفي العصر العثماني وردت باسم «محلة دييه» في التربيع العثماني الذي أجراه الوالي العثماني سليمان باشا الخادم في عصر السلطان العثماني سليمان القانوني ضمن قرى ولاية الغربية، وفي تاريخ 1228هـ/1813م الذي عدّ قرى مصر بعد المسح الذي قام به محمد علي باشا باسم «محلة دياي» ضمن قرى مديرية الغربية.

## الموقع الجغرافي
تقع محلة دياي جنوب مركز دسوق حيث يحدها:
- من الشمال: كفر مجر بمركز دسوق.
- من الشرق: كفر الخير بمركز دسوق، وشباس عمير بمركز قلين.
- من الغرب: نهر النيل، ومدينة شبراخيت بمحافظة البحيرة.
- من الجنوب: منية جناج بمركز دسوق.

## التقسيم الإداري

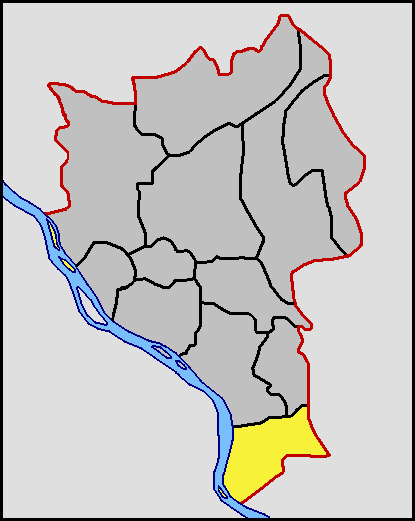
موقع الوحدة المحلية بمحلة دياي بالنسبة لمركز دسوق.

محلة دياي عاصمة الوحدة المحلية، يتبعها قريتان فرعيتان هما:
- كفر الخير
- منية جناج

كما يتبعها عزبة وكفر:
- عزبة أبو حميد
- كفر اللبيدي

## السكان
بلغ عدد سكان محلة دياي 18,322 نسمة، حسب الإحصاء الرسمي لعام 2006. وبحسب الإحصاء التقديري لعام 2008، أصبح عدد سكانها 34,949 نسمة.